# Timerbàievo
Timerbàievo (en rus: Тимербаево) és un poble de Baixkíria, a Rússia, que en el cens del 2010 tenia 298 habitants. Pertany al districte de Iermolàievo.